# Regering-Goblet-Lebeau
De regering-Goblet-Lebeau (20 oktober 1832 - 4 augustus 1834) was een Belgische unionistische regering. Ze volgde de regering-De Mûelenaere op en werd opgevolgd door de regering-De Theux de Meylandt I.

## Verloop
Na het ontslag van Felix de Mûelenaere werd Albert Goblet d'Alviella op 18 september 1832 benoemd tot formateur. Na een maand onderhandelen over een akkoord om wapenstilstand met Nederland te bekomen, was hij op 20 oktober met zijn opdracht klaar. Hoewel Goblet d'Alviella voorzitter van de ministerraad was, werd minister van Binnenlandse Zaken Charles Rogier beschouwd als de echte regeringsleider.
Nadat de regering een akkoord met Nederland bekwam, leidde dat tot heftige oppositie in het parlement. Ook wetsontwerpen over spoorwegen en openbare werken leidden tot hevige debatten in het parlement. Nadat de regering in conflict kwam met minister van Oorlog Louis Evain, besloot koning Leopold I om de katholieken Barthélémy de Theux de Meylandt en Felix de Mûelenaere te vragen om zich met een regeringsherschikking bezig te houden. Nadat de ministers Charles Rogier en Joseph Lebeau dit te weten kwamen, nam de Regering-Goblet d'Alviella op 1 augustus 1834 ontslag.

## Samenstelling
De regering startte op 20 oktober 1832 met vijf ministers, maar de minister van Financiën Duvivier werd pas op 25 oktober benoemd en dan nog als interimaris. Er was dus vijf dagen lang geen minister van Financiën.
| Ambtsbekleder                                 | Ambtsbekleder                      | Ambtsbekleder                        | Functie                                | Termijn                            | Partij            |
| --------------------------------------------- | ---------------------------------- | ------------------------------------ | -------------------------------------- | ---------------------------------- | ----------------- |
|                                               |                                    | Albert Goblet d'Alviella (1790-1873) | Minister ad interim Buitenlandse Zaken | 20 oktober 1832 - 27 december 1833 | Liberaal          |
|                                               |                                    | Joseph Lebeau (1794-1865)            | Minister Justitie                      | 20 oktober 1832 - 4 augustus 1834  | Liberaal          |
|                                               |                                    | Charles Rogier (1800-1885)           | Minister Binnenlandse Zaken            | 20 oktober 1832 - 4 augustus 1834  | Liberaal          |
|                                               |                                    | Louis Evain (1775-1852)              | Minister-Directeur Oorlog              | 20 oktober 1832 - 4 augustus 1834  | extraparlementair |
|                                               |                                    | Félix de Mérode (1791-1857)          | Lid van de Ministerraad                | 20 oktober 1832 - 4 augustus 1834  | Katholiek         |
| Minister ad interim Buitenlandse Zaken Marine | 27 december 1833 - 4 augustus 1834 | Félix de Mérode (1791-1857)          |                                        |                                    | Katholiek         |
|                                               |                                    | Auguste Duvivier (1772-1846)         | Minister ad interim Financiën          | 25 oktober 1832 - 31 maart 1834    | Liberaal          |
| Minister Financiën                            | 31 maart 1834 - 4 augustus 1834    | Auguste Duvivier (1772-1846)         |                                        |                                    | Liberaal          |

### Herschikkingen
- Op 27 december 1833 neemt Albert Goblet d'Alviella ontslag als minister van Buitenlandse Zaken en wordt opgevolgd door Félix de Mérode.